# Rei de Carlos Magno
O Rei de Carlos Magno é uma peça de xadrez que teria pertencido ao jogo de xadrez do Imperador Carlos Magno. Segundo Edward Lasker, este rei é a mais extraordinária peça existente em todo o mundo.

## Características
A peça representa um rajá indiano, sentado em um pequeno trono, protegido por oito guerreiros, todos sobre o dorso de um elefante que, por sua vez, segura em sua tromba um outro pequeno combatente. Ladeando o elefante há ainda quatro cavaleiros do rajá. Na base da peça, há uma inscrição em árabe que diz: fabricada por Yusuf al-Bahili. A peça está guardada na Biblioteca Nacional da França, em Paris.